# Principal Igreja de Ulm
Fachada da principal Igreja de Ulm.
A Principal Igreja de Ulm (em alemão:  Ulmer Münster) é a mais alta igreja do mundo, com a torre de 161,53m de altura e 768 degraus. É também um exemplo típico da arquitetura eclesiástica gótica. Embora seja popularmente chamada de catedral por seu grande tamanho, a "Catedral" de Ulm nunca foi sede de um bispo.
Assim como a famosa Catedral de Colônia, a Catedral de Ulm permaneceu incompleta até o século XIX. Sua construção, iniciada com o lançamento da pedra fundamental em 1377, foi concluída apenas 513 anos depois, com a colocação de um florão na torre em 31 de maio de 1890.

## História
No século XIV, a paróquia de Ulm se localizava fora dos muros da cidade e os burgueses decidiram unir forças para erguer uma nova igreja no centro da cidade e em 1377 foi lançada a pedra fundamental. Para a igreja foram concebidas três naves principais de mesma altura e uma única torre.  
Em 1392, Ulrich Ensingen (um dos autores da Catedral de Estrasburgo) foi nomeado arquiteto chefe. Ulrich imediatamente desenvolveu planos para tornar a Catedral a mais alta igreja da Europa. 
A Catedral foi consagrada no ano de 1405, no entanto, danos estruturais começaram a surgir devido principalmente a altura das naves e ao peso do pavimento. Para resolver os problemas estruturais foram adicionadas uma centena de colunas nas naves laterais. 
Em 1530, a congregação de Ulm converteu-se ao Protestantismo e a igreja tornou-se luterana. Em 1543, as obras foram interrompidas antes que o campanário atingisse a altura de 100 metros. As paralisações foram causadas por fatores políticos e religiosos como a Guerra dos Trinta Anos em 1618 e a Guerra da Sucessão Espanhola em 1703. O resultado foi uma estagnação econômica causando o corte de gastos públicos.
Em 1817, as obras finalmente foram retomadas e, em Maio de 1890, a Catedral era concluída. A Catedral de Ulm sobreviveu praticamente incólume aos bombardeios durante a Segunda Guerra Mundial, embora 80% do centro histórico da cidade tenha sido desvastado.

## Arte

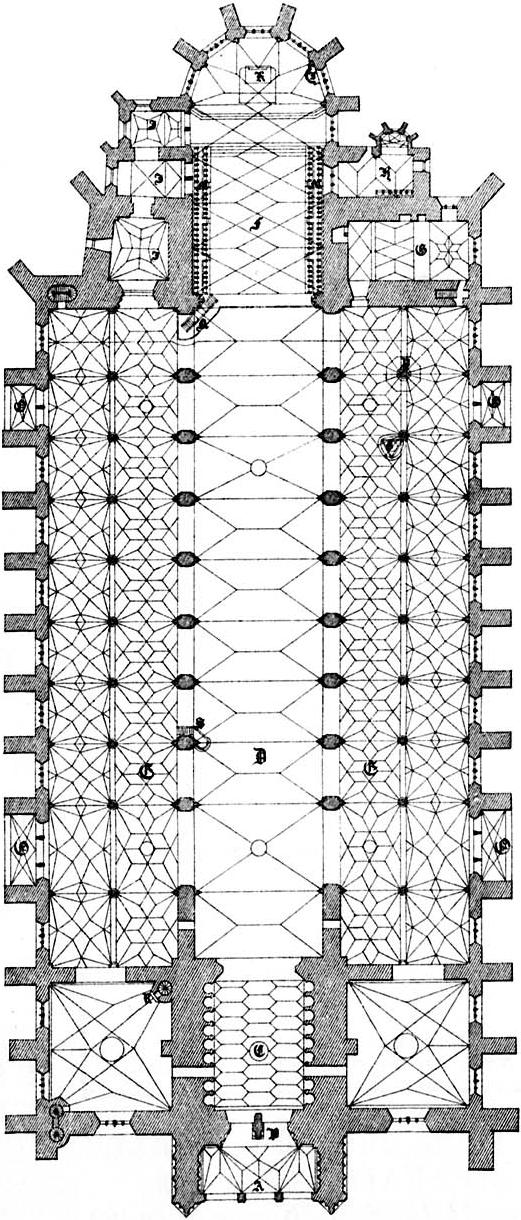
Planta da igreja de Ulm.

- O Tímpano da Catedral de Ulm retrata passagens do Gênesis oriundo da Idade Média.

- Em 1877, a congregação judaica de Ulm - incluindo Hermann Einstein, o pai de Albert Einstein — doou fundos para a construção de uma estátua do profeta Jeremias.

- Em 1763, Wolfgang Amadeus Mozart tocou na Catedral e o evento ficou conhecido como uma das maiores apresentações de Órgão (instrumento) do mundo.

## Galeria

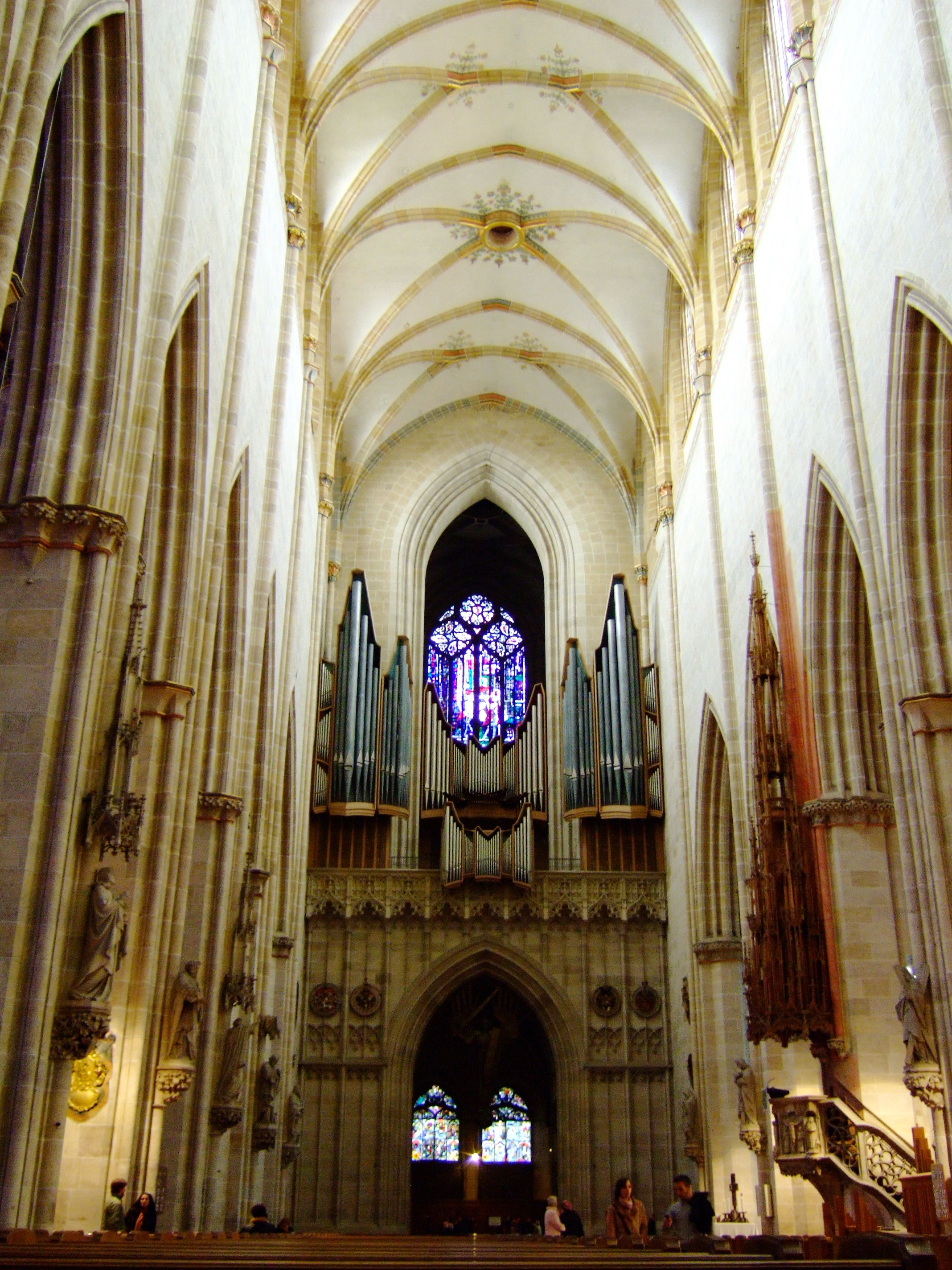
Nave Principal da Catedral de Ulm.
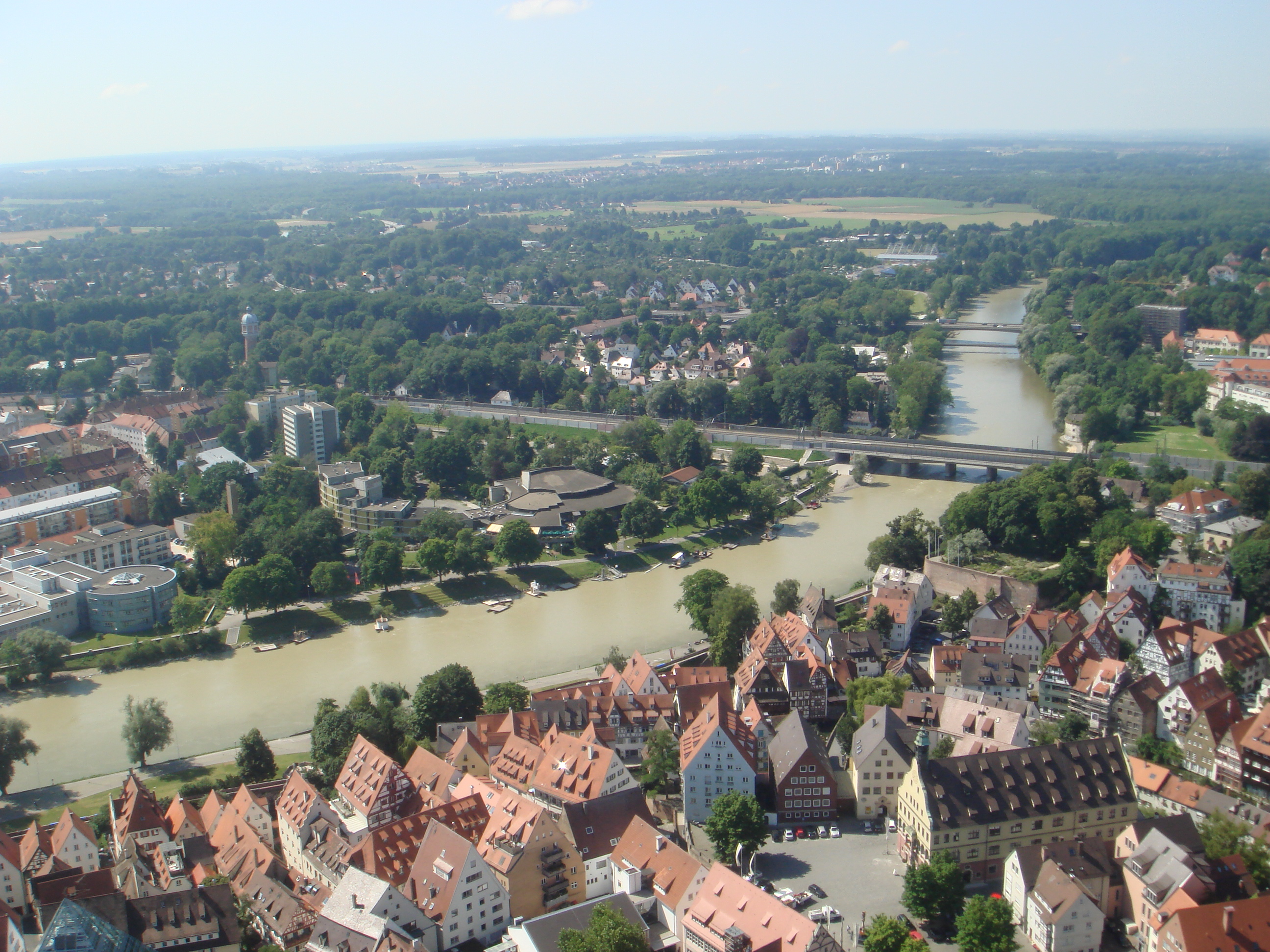
Vista do rio Danúbio a partir da Catedral.
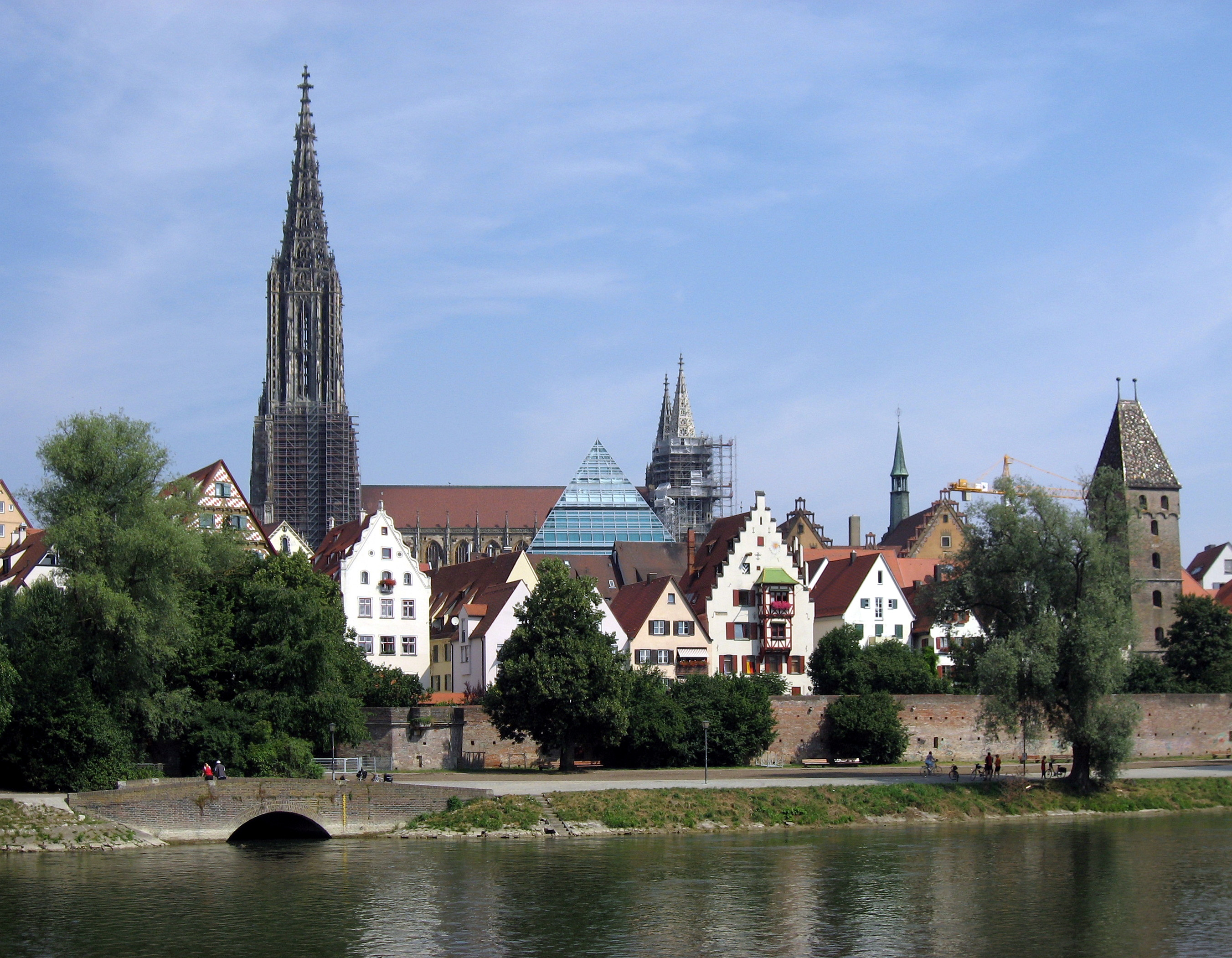
Vista geral de Ulm com a Catedral em destaque.
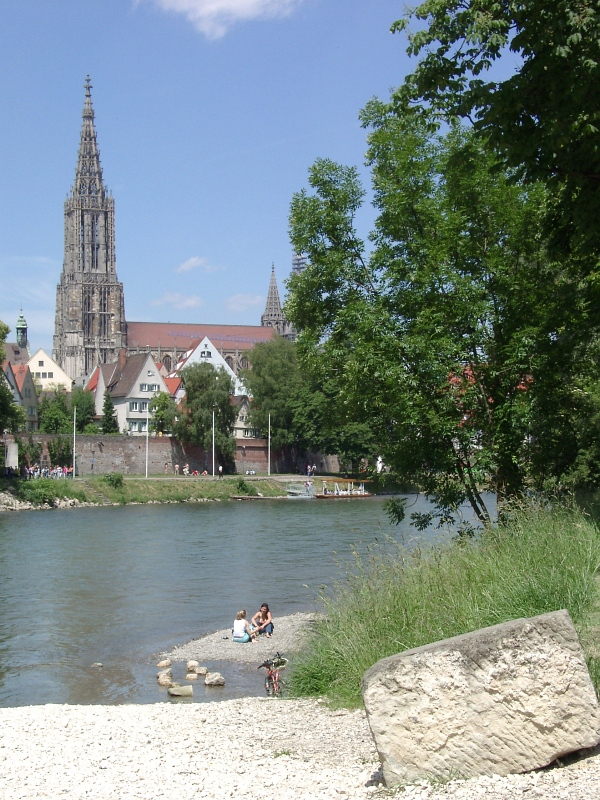
Catedral de Ulm vista do Danúbio.
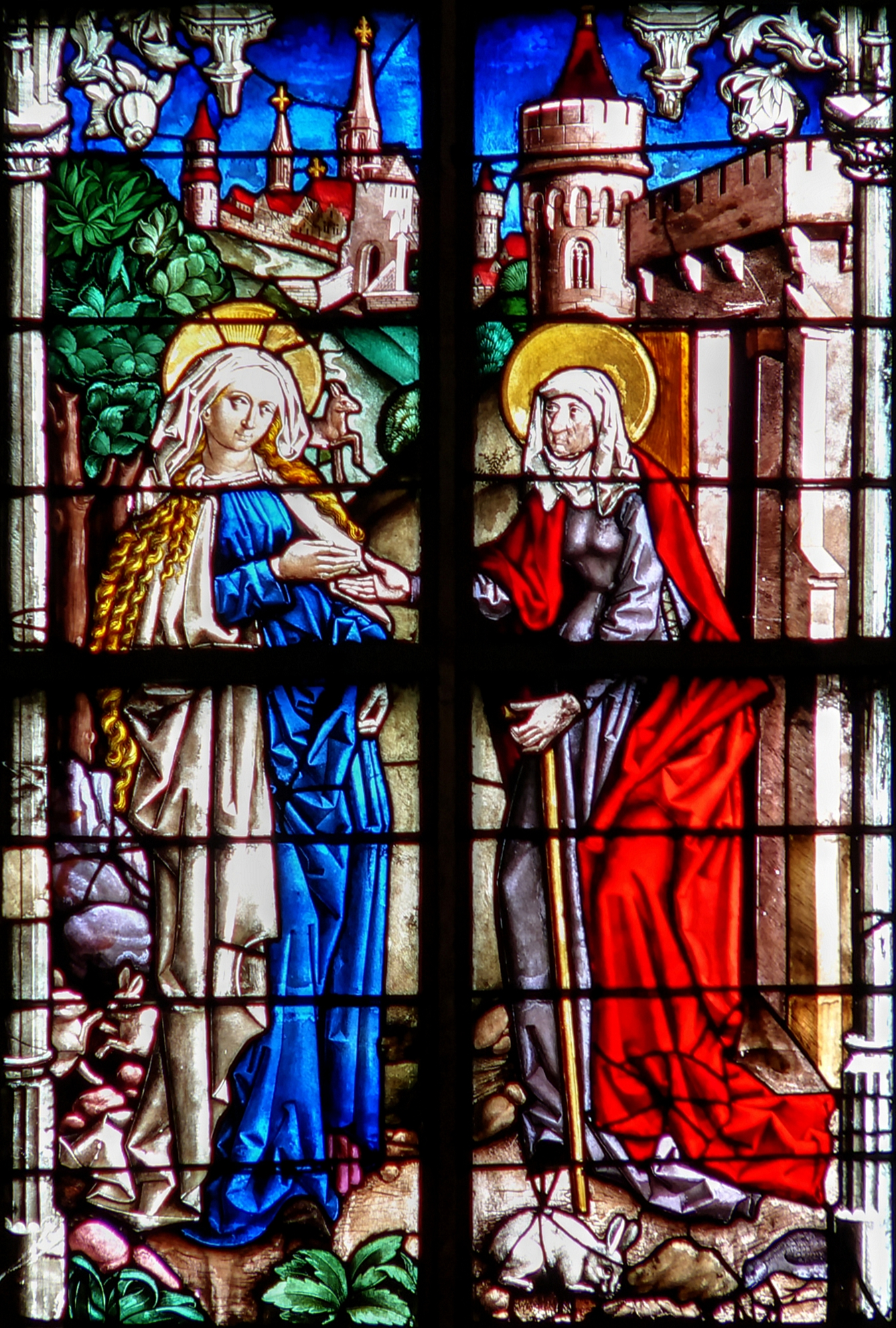
Vitral representando a  Visitação.